# Un jour dans notre vie
Un jour dans notre vie è il sesto album del gruppo musicale francese Indochine, pubblicato alla fine del 1993.
Vende 60 000 copie.

## Il disco
Da poco festeggiati i 10 anni del gruppo con un album che raccoglieva alcuni loro successi, Le Birthday Album 1981-1991, la band ritorna in studio forte del proprio successo nel luglio del 1993.
Durante la preparazione dell'album iniziano le prime incomprensioni tra il compositore del gruppo, Dominique Nicolas e il paroliere Nicola Sirkis. I due entrano in forte disaccordo sulla scelta del produttore. Dominique voleva continuare a lavorare con Philippe Eidel che si era occupato nei 10 anni precedenti del gruppo mentre Nicola volendo spostarsi su un tipo di suono più rock, avrebbe voluto cambiare produttore. Alla fine la spunta il compositore.
Il primo singolo Sauvoure le rouge viene boicottato dalle radio, e l'album in Francia vende solo 60 000 copie.. Questo segna l'inizio del declino della band, che porterà il loro compositore a lasciare la formazione nel 1995.

## Tracce
Testi di Nicola Sirkis, musiche di Dominique Nicolas.
1. Sauvoure le rouge – 4:21 (testo: Nicola Sirkis – musica: Dominique Nicolas)
2. Sur les toits du monde – 5:01 (testo: Nicola Sirkis – musica: Dominique Nicolas)
3. Un jour dans notre vie – 4:01 (testo: Nicola Sirkis – musica: Dominique Nicolas)
4. Anne et moi – 3:14 (testo: Nicola Sirkis – musica: Dominique Nicolas)
5. La main sur vous – 4:55 (testo: Nicola Sirkis – musica: Dominique Nicolas)
6. Some days – 3:42 (testo: Nicola Sirkis – musica: Dominique Nicolas)
7. Bienvenue chez les nus – 4:02 (testo: Nicola Sirkis – musica: Dominique Nicolas)
8. D'ici mon amour – 4:45 (testo: Nicola Sirkis – musica: Dominique Nicolas)
9. Candy prend son fusil – 3:14 (testo: Nicola Sirkis – musica: Dominique Nicolas)
10. Ultra s. – 4:24 (testo: Nicola Sirkis – musica: Dominique Nicolas)
11. Vietnam glam – 4:08 (testo: Nicola Sirkis – musica: Dominique Nicolas)
12. Crystal somg telegram – 2:35 (testo: Nicola Sirkis – musica: Dominique Nicolas)

## Formazione
- Nicola Sirkis voce e cori
- Dominique Nicolas chitarre
- Stéphane Sirkis chitarra ritmica

Altri musicisti
- Philippe Eidel tastiere e cori
- Jean Mi Truong batteria
- Marc Eliard basso